# Excelsior Rotterdam
Maillots
Actualités
Excelsior Rotterdam, couramment appelé Excelsior, est un club de football néerlandais basé à Rotterdam.
L'Excelsior Rotterdam est un club rotterdamois du quartier de Kralingen-Crooswijk. Le club voit le jour le 23 juillet 1902. Issu d'un quartier ouvrier, l'Excelsior est sociologiquement proche du Feyenoord Rotterdam, et leurs collaborations sont nombreuses depuis l'origine (prêts de terrains, puis prêts de joueurs, aides financières, etc.). De 1996 à 2015 l'Excelsior est même officiellement un club satellite du Feyenoord. Or en 2010 l'Excelsior est de nouveau promu en première division, et chaque club remporte à domicile et perd à l'extérieur un Derby de Rotterdam. L'Excelsior se maintient plusieurs saisons et après son retour à meilleure fortune il est mis un terme au partenariat financier.
En 2022, alors qu'il n'est que 6e du championnat de deuxième division, l'Excelsior parvient à gagner la promotion en division supérieure à l'issue des barrages (playoffs).

## Palmarès
| Championnats nationaux | Coupes nationales                              |
| - Championnat des Pays-Bas de deuxième division (3) : - Champion : 1974, 1979 et 2006. - Vice-champion : 1970 et 2002. - Championnat des Pays-Bas de troisième division (0) : - Vice-champion : 1969. | - Coupe des Pays-Bas (0) : - Finaliste : 1930. |

## Joueurs et personnalités du club

### Entraîneurs
Le tableau suivant présente la liste des entraîneurs du club depuis 1970.
| Rang | Nom               | Période   |
| ---- | ----------------- | --------- |
| 1    | Rinus Smits       | 1954-1956 |
| 2    | Bob Janse         | 1956-1962 |
| 3    | Rinus Smits       | 1962-1968 |
| 4    | Bob Janse         | 1968-1970 |
| 5    | Jaap Kouters      | 1970      |
| 6    | Bob Janse         | 1970-1971 |
| 7    | Joop Castenmiller | 1971-1973 |
| 8    | Ben Peeters       | 1973-1975 |

| Rang | Nom                        | Période   |
| ---- | -------------------------- | --------- |
| 9    | Thijs Libregts & Bob Janse | 1975-1976 |
| 10   | Thijs Libregts             | 1976-1980 |
| 11   | Hans Dorjee                | 1980-1982 |
| 12   | Rob Jacobs                 | 1982-1986 |
| 13   | Henk Wullems               | 1986-1988 |
| 14   | Joop van Daele             | 1988-1990 |
| 15   | Martin van der Kooy        | 1990      |

| Rang | Nom                 | Période   |
| ---- | ------------------- | --------- |
| 16   | Sándor Popovics     | 1990-1992 |
| 17   | Cor Pot             | 1992-1994 |
| 18   | Rob Baan            | 1994-1995 |
| 19   | Hans van der Pluijm | 1995-1996 |
| 20   | Adrie Koster        | 1996-2003 |
| 21   | Henk van Stee       | 2003-2004 |
| 22   | John Metgod         | 2004-2005 |
| 23   | Mario Been          | 2005-2006 |

| Rang | Nom                   | Période   |
| ---- | --------------------- | --------- |
| 24   | Ton Lokhoff           | 2006-2009 |
| 25   | Alex Pastoor          | 2009-2011 |
| 26   | John Lammers          | 2011-2012 |
| 27   | Leon Vlemmings        | 2012-2013 |
| 28   | Jon Dahl Tomasson     | 2013      |
| 29   | Marinus Dijkhuizen    | 2013-2015 |
| 30   | Alfons Groenendijk    | 2015-2016 |
| 31   | Mitchell van der Gaag | 2016-     |

### Effectif professionnel actuel
Le premier tableau liste l'effectif professionnel de l'Excelsior Rotterdam. Le second recense les prêts effectués par le club lors de la saison 2025-2026.
En grisé, les sélections de joueurs internationaux chez les jeunes mais n'ayant jamais été appelés aux échelons supérieurs une fois l'âge limite dépassé.